# Féneyrols
Féneyrols är en kommun i departementet Tarn-et-Garonne i regionen Occitanien i södra Frankrike. Kommunen ligger i kantonen Saint-Antonin-Noble-Val som tillhör arrondissementet Montauban. År 2022 hade Féneyrols 164 invånare.

## Befolkningsutveckling
Antalet invånare i kommunen Féneyrols
| Referens: INSEE |